# Хайдаров, Равиль Рафизович
Равиль Рафизович Хайдаров (род. 25 декабря 1966, Уфа) — советский, российский и немецкий хоккеист, нападающий. Тренер. Мастер спорта СССР международного класса (1990).

## Биография
Воспитанник СДЮШОР «Салават Юлаев» (тренер Владимир Воробьёв).
Играл в командах «Салават Юлаев» (1983—1988), «Динамо» (Москва) (1988—1992). Чемпион Всемирной Универсиады (1985), СССР (1990/91), СНГ (1992), победитель международного турнира на призы газеты «Известия» (1990). Чемпион мира (1986) и бронзовый призёр чемпионата мира (1985) среди молодёжи. Чемпион Европы (1984) среди юниоров. Чемпион СССР (1983), Спартакиады народов РСФСР (1981), серебряный призёр Спартакиады народов СССР (1982) среди юношей.
Член сборной команды СССР (1989—1991), СНГ (1992).
В 1992 году переехал в Германию, где в 2007 году завершил карьеру игрока и начал работать тренером.
После непопадания в плей-офф ВХЛ в сезоне 2023/24 вместе с тренером Евгением Фёдоровым покинул новокузнецкий «Металлург».
Сыновья Марат (род. 2002) и Артём (род. 2005) также хоккеисты.